# عين أهل الطايع
عين أهل الطايع هي بلدة قرية تابعة لمقاطعة أطار في ولاية أدرار شمال موريتانيا. كان يقطنها حوالي 5653 نسمة في عام 2000.